# 陈声新
丹斯里陈声新（英語：Chan Siang Sun，1932年—1989年3月21日），马来西亚政治人物、马华公会党员。曾任卫生部长、房屋及地方政府部长、教育部副部长、新闻部副部长、马华副总会长、文冬国会议员。1959年参加全国首届大选，中选为文冬国会议员，之后连续七届当选。1986年大选后，他被首相马哈迪·莫哈末委任为卫生部长。1989年3月21日，陈声新在吉隆坡孟沙吉力俱乐部打羽球时心脏病猝发，经送院抢求不果，得年56岁。
在文冬，有一条街道以他的名字命名“Jalan Tan Sri Chan Siang Sun”。